# موش دم‌کلفت کیمبرلی
موش دم کلفت کیمبرلی (نام علمی: Zyzomys woodwardi) نام یک گونه از سرده موش‌های دم‌کلفت است.